# Aura (cântăreață)
Aurica Cotelnic, cunoscută sub numele de scenă Aura (n. 3 decembrie 1971, Chișinău, RSS Moldovenească, URSS), este o cântăreață de estradă din Republica Moldova.
Aura a absolvit în 1986 Școala de Muzică nr. 1 din Chișinău, specialitatea pian. A mai studiat la Colegiul de Muzică „Ștefan Neaga” la catedra dirijat coral și la Academia de Muzică „G. Musicescu” (actualmente Academia de Muzică, Teatru și Arte Plastice) la aceeași specialitate.
Și-a început cariera profesională la mijlocul anilor 1990, înregistrând unele lucrări la TeleRadio Moldova. A continuat să evolueze acolo în cadrul diferitor emisiuni. În 1997, este recunoscută drept cea mai populară tânără cântăreață de estradă din Moldova.
Aura a născut două fetițe gemene, Loreta și Beatrice, în anul 2005. A fost căsătorită cu Veaceslav Ceban, funcționar în departamentul penitenciare, dar au divorțat după 15 ani.